# Florentina
A Florentina a Florentinus (magyarul Florentin) férfinév női párja.

## Rokon nevek
Florencia, Floransz

## Gyakorisága
Az 1990-es években szórványos név, a 2000-es években nem szerepel a 100 leggyakoribb női név között.

## Névnapok
- június 20.[2]
- szeptember 27.[2]
- november 10.[2]